# Parade im Rampenlicht
Parade im Rampenlicht ist eine amerikanische Musicalkomödie aus dem Jahr 1933 mit James Cagney und Joan Blondell in den Hauptrollen. 1992 wurde der Film in das National Film Registry aufgenommen. Der Film war Cagneys Einstieg in das Komödiengeschäft und enthält berühmt gewordene Choreografien von Busby Berkeley.

## Handlung
Da die Musikkomödien des einfallsreichen Theaterproduzenten Charles Kent wegen des Börsencrashs und der darauf folgenden Wirtschaftskrise sowie des Aufkommens des Tonfilmes nicht mehr gefragt sind, entwickelt er fortan sogenannte „Prologe“. Diese werden als Attraktion in den Kinosälen gezeigt, bevor der eigentliche Film beginnt. Kent ist damit bald erfolgreich, doch da er wie am Fließband ständig neue Prologe entwerfen muss, ist er zugleich sehr gestresst. Das hemmt seine Kreativität. Außerdem stiehlt ein Konkurrent seine Ideen und Kent vermutet, dass der Spion unter seinen Mitarbeitern zu finden ist. Er ist sogar so gestresst, dass er nicht bemerkt, dass seine kompetente Sekretärin Nan sich zu ihm hingezogen fühlt.
Gemeinsam mit seinen Vorgesetzten, den Produzenten Silas Gould und Al Frazer, bewirbt sich Kent darum, für die zahlreichen Kinos des Unternehmers Apolinaris die Prologe zu entwerfen. Allerdings bewirbt sich auch der Konkurrent, der die Ideen stiehlt, um Apolinaris’ Großauftrag. Neben dem beruflichen Stress spielen sich auch private Turbulenzen ab: Charles Kent interessiert sich zu Nans Verärgerung für die prätentiöse und geldgierige Schauspielerin Vivian Rich, macht ihr sogar einen Heiratsantrag. Kents Ex-Frau Cynthia taucht daraufhin auf und will eine Abfindung, da sie nie die Scheidung vollzogen habe. Nan kann sowohl Cynthias Forderung abschmettern als auch Vivians Untreue entlarven. Mrs. Gould, die nepotistische Ehefrau von Silas, will in erster Linie ihre Verwandten in der Produktion unterbringen. Ausnahmsweise ist ihr Verwandter Scotty sogar talentiert, wird als Sänger angestellt und findet in der klugen Sekretärin Bea seine große Liebe. Bea stellt sich dabei, nachdem Nan ihr unscheinbares Äußeres verwandelt hat, als begabte Tänzerin heraus.
Während der Proben schließt Kent alle Mitarbeiter in das Gebäude ein, damit niemand seine Choreografien ausspioniert. Schließlich kommt es zum Finale: Charles zeigt seine drei aufwendigen Choreografien zeitversetzt in drei Kinosälen, sodass Mr. Apolinaris sie alle ansehen kann. Zunächst treten Scotty und Bea in einer Nummer namens Honeymoon Hotel auf, die in einem Hotel für Frischvermählte spielt. Dann kommt es zu einer spektakulären Choreografie im Wasser, wobei Kents Tänzerinnen synchronschwimmen und schließlich einen Wasserfall bilden. Bei der letzten Nummer muss Kent selbst als Haupttänzer einspringen, da der eigentliche Tänzer Joe von Gracie, der Spionin von Kents Konkurrenten, betrunken gemacht wurde. Kent überzeugt in der Einlage als Matrose, der sich in einer Kneipe in Shanghai in die von Bea gespielte „Shanghai Lil“ verliebt. Kent bekommt den Auftrag und erkennt schließlich seine Liebe für Nan.

## Hintergrund
Zur Entstehungszeit des Filmes im Jahre 1933 wurden viele Musicalkomödien in Hollywood erschaffen. Musik und Tanzeinlagen werden in Parade im Rampenlicht in eine komödiantische Handlung verpackt, die zugleich aber auch ein Bewusstsein für die wirtschaftliche Not der Great Depression besitzt: Den Figuren im Film geht es vor allem um ihr wirtschaftliches Überleben, wofür mit harten Bandagen gekämpft und oft auch das private Glück vernachlässigt wird.
Der Regisseur von Parade im Rampenlicht, Lloyd Bacon, war auf diesem Gebiet bereits bewandert, immerhin drehte er wenige Monate zuvor Die 42. Straße, der eine ganze Welle an Musicals über das Showbiz auslöste. Der bekannte Choreograph Busby Berkeley entwarf und verwirklichte wie bereits in Die 42. Straße anspruchsvolle und hochakrobatische Choreografien. Seine Choreografien für Parade im Rampenlicht werden oft zu seinen besten Karriereleistungen gezählt.
Mit Guy Kibbee, Ruby Keeler und Dick Powell wurden sogar drei Darsteller aus Die 42. Straße in diesen Film einbezogen, deren Rollen mit ihren damaligen vergleichbar sind. Die drei Darsteller spielten zudem in dem Musicalfilm Goldgräber von 1933 zusammen, wobei hier auch Joan Blondell mitwirkte. Goldgräber von 1933 wurde ebenfalls von Robert Lord mit Berkeleys Choreografien produziert. Hauptdarsteller James Cagney hatte zuvor jedoch überwiegend in Kriminal- und Gangsterfilmen wie Der öffentliche Feind gespielt. Cagneys Leistung als Komödiant und Tänzer wurde allgemein als überzeugend empfunden und er wurde auch in den nächsten Jahren erfolgreich in Komödien wie Ein Sommernachtstraum und Yankee Doodle Dandy eingesetzt, oftmals mit Frank McHugh an seiner Seite, der hier den überforderten Regisseur Francis spielt.
Der Film war mit rund 700.000 US-Dollar für eine Komödie relativ teuer, wurde aber ein Erfolg und nahm etwa 1,75 Millionen US-Dollar ein. Er Film entstand noch zu Zeiten des Pre Codes – also vor der Durchsetzung des Hays Code, der zu anzügliche und brutale Szenen verboten hat – und enthält an einigen wenigen Stellen anzügliche Witze, die aber eher hintergründig sind. Die Tänzerinnen jedoch sind in den Tanzszenen zumeist leicht bekleidet.
1992 wurde der Film in das National Film Registry aufgenommen und als „geschichtlich, kulturell oder ästhetisch signifikant“ ausgezeichnet.

## Kritiken
Bei dem US-Kritikerportal Rotten Tomatoes besitzt Footlight Parade, basierend auf neun Kritiken, eine positive Bewertung von 100 %. Don Druker vom Chicago Reader empfand den Film als eines der besten „Showbiz-Musicals“ von Warner Brothers, dass von der „dynamitartigen Darstellung“ Cagneys und von einigen der „beeindruckendsten und bizarrsten Produktionsnummern“ Berkeleys profitiere.
Der Filmdienst schreibt: „Perfektes Hollywood-Musical im absolut unwirklich-künstlichen Stil der Traumfabrik; hervorragende Darstellerleistungen und besonders die Choreografie von Busby Berkeley machen den Film zu einem Höhepunkt der Musikfilme der 30er Jahre.“ Auch die Fernsehzeitschrift Prisma äußerte sich überwiegend positiv: „James Cagneys […] Leinwandpräsenz war so allgegenwärtig, dass er es fertig brachte, die Handlung sogar noch inmitten der zahllosen Beine, Busen und makellosen Zähne, mit denen Regisseur Lloyd Bacon und der legendäre Choreograf Busby Berkeley die Szenen überschwemmten, zu dominieren. […] Vereint mit den Dreiecken, Sonnenblumen und kubistischen Decors formen die Mädchen ein Reich der Ornamentik, das sie zum verwegendsten Art-déco-Museum der Welt und zum wollüstigsten Triumph des Camp werden lässt. (3 von 5 Sternen)“.